# Бартез, Фабьен
Фабье́н Але́н Барте́з (фр. Fabien Alain Barthez; род. 28 июня 1971, Лавлане, Франция) — французский футболист, вратарь. Выступал за команды «Тулуза» (1989—1992), «Олимпик Марсель» (1992—1995, 2004—2006), «Монако» (1995—2000), «Манчестер Юнайтед» (2000—2004) и «Нант» (2006—2007). Победитель Лиги чемпионов УЕФА 1992/93, двукратный чемпион Англии. За национальную сборную Франции выступал в период с 1994 по 2006 год, в общей сложности проведя в её составе 87 матчей, пропустив 49 мячей. Вместе со сборной Бартез стал чемпионом мира (1998), чемпионом Европы (2000) и победителем Кубка конфедераций (2003). После чемпионата мира 2006 года завершил карьеру в национальной сборной, а через год — футбольную карьеру в целом . После завершения футбольной карьеры в 2008 году стал автогонщиком. Прозвище «Божественный Лысый» получил из-за своей фирменной бритой головы.

## Клубная карьера

### Ранние годы
Родился в Лавлане, во французской провинции Арьеж, в семье регбиста. Когда Бартезу исполнилось три года, его родители расстались. Любовь Фабьена к спорту привил его отец, который был профессиональным регбистом. Однако он не унаследовал антропометрические данные от своего отца. Бартез любил несколько видов спорта, но выбрать нужно было лишь один. В пользу регби было многое, тем более что его дед и отец были в этом виде спорта профессионалами, но Бартез все же выбрал футбол. В самом начале футбольной карьеры тренеры не видели в Бартезе вратаря. Поэтому до 14 лет он играл на позиции нападающего и полузащитника, пока судьба не свела его с профессиональным тренером — Эме Гуду. Несмотря на очень жесткое отношение к подопечным, Гуду вырастил не одного знаменитого футболиста. Многие юные дарования не выдерживали постоянных суровых испытаний, вечных колкостей и упреков строгого учителя и уходили из спорта. Именно Эме Гуду разглядел в Бартезе талант вратаря. Так как в Лавлане футбольные клубы были не в почёте, Бартез переехал в соседнюю Тулузу, перейдя в одноимённый клуб. В 1987 году он отпраздновал первый успех — выиграл юношеский чемпионат Франции. Талантливому парню понадобилось всего 5 лет, чтобы дорасти до основной команды. Перед стартом сезона 1991/1992 тренер основной команды Виктор Звунка включил его в качестве третьего вратаря после Робина Хука и Оливье Педемаса. 21 сентября 1991 года Бартез дебютировал во французском дивизионе в матче против «Нанси». Как признаётся сам Бартез, в первые полчаса этой встречи он чувствовал себя полностью парализованным. Дебют во взрослом футболе оказался не совсем удачным. Нападающий хозяев Дэвид Цителли воспользовался неопытностью юного вратаря и перебросил мяч через него в ворота с 30 метровой дистанции.

### «Марсель»
В 1992 году Бартез подписал четырёхлетний контракт с «Марселем». В 20-летнем возрасте роль основного вратаря первой команды - настоящее испытание для Бартеза. Был риск, что он не справится. Однако очень скоро оказалось, что опасения напрасны. Хотя Бартез и допускал иногда досадные ошибки, он всё же заслужил уважение и место в воротах команды из «Марселя». В составе французского клуба он в 1993 году стал чемпионом Франции и победителем Лиги чемпионов, не пропустив ни одного мяча в финале с «Миланом». Однако вскоре разгорелся скандал по поводу договорных матчей, где главным фигурантом являлась марсельская команда. «Марсель» был замешан в организации договорного матча с «Валансьеном» В итоге клуб был лишён звания чемпиона Франции и отправлен во второй дивизион из-за связанного с этим финансового банкротства. Из-за скандала клуб покинули все ведущие игроки. Однако Бартез остался, играл в «Марселе» во втором дивизионе в сезоне 1994/95, помог клубу завоевать титул и вернуться в первый дивизион. Впоследствии Бартез всё же покинул команду.

### «Монако»
В 1995 году он стал игроком «Монако». Выиграл чемпионат Франции в 1997 и 2000 годах. Играя за «Монако», Бартез стал основным вратарём сборной Франции. После чемпионата Европы 2000 года Бартез покинул «Монако». Именно в период выступлений за «монегасков» Бартез стал стричься наголо.

### «Манчестер Юнайтед»
В результате успехов Бартеза на чемпионате мира и Европы, на него обратил внимание английский «Манчестер Юнайтед». Алексу Фергюсону требовался преемник основного вратаря, так как из клуба ушёл датчанин Петер Шмейхель. Фабьен принял предложение и подписал соглашение с «Манчестер Юнайтед». Сумма трансфера составила рекордную на тот момент цифру для английского футбола — 7,8 миллиона фунтов. Позже он воссоединился с товарищем по национальной команде Лораном Бланом, который присоединился к «Манчестер Юнайтед» в 2001 году. Ритуал поцелуя головы Бартеза-Блана проводился в начале матчей Лиги чемпионов.
Бартез блестяще выступал на протяжении всего сезона и стал любимцем публики. Болельщикам понравилось его эксцентричное поведение, насмешливые дриблинги, и, самое главное, его замечательная реакция отражения ударов. Зачастую именно решающие сейвы спасали «Манчестер Юнайтед» от поражения или потери важных очков, благодаря чему клуб выиграл титул английской Премьер-лиги 2000/01, третий кряду. Единственным недостатком в его первом сезоне в Англии была неудачная попытка «обмануть» Паоло Ди Канио из клуба «Вест Хэм Юнайтед» в четвёртом раунде Кубка Англии. Ди Канио избежал офсайдной ловушки, в то время как Бартез стоял неподвижно с поднятой рукой, ожидая, что судья даст свисток или сам футболист остановится. Однако Ди Канио продолжил игру и забил единственный гол в матче. А позже заявил, что «лучше забить, а затем посмотреть, прав вратарь или нет».
Сезон 2001/02 для него был разделён на две части. Первая часть была курьёзной. Француз шёл на какой-то ненужный риск за пределами своей штрафной, и его выходки имели последствия в виде пропущенных необязательных голов. Он был виноват в двух мячах в домашней игре против «Депортиво Ла-Корунья» в октябре 2001 года. Ещё пара ошибок в следующем месяце в проигранном матче с «Арсеналом» на Хайбери оказали большое давление на Бартеза, когда он подарил два гола Тьерри Анри. Бартез оказался в центре дальнейших споров, когда получив жёлтую карточку после ссоры с Мэттью Апсоном, он был пойман телекамерами, поднимающим средние пальцы за спиной в сторону болельщиков «канониров», которые насмехались над ним за его ошибки в конце матча, однако судья Питер Джонс не заметил инцидент. Было много предположений о том, что послужило причиной упадка француза, и такие критики, как Фил Макналти из Би-би-си, убеждали Алекса Фергюсона отказаться от Бартеза. Однако Сэр Алекс Фергюсон молчал и по-прежнему доверял Бартезу, поскольку знал его высочайший уровень. Во второй половине сезона Бартез восстановил свою репутацию солидными выступлениями и впечатляющими сейвами. Его поворотный момент случился в ничейном матче с «Дерби Каунти» в Прайд Парке. Нападающий «Дерби» Малкольм Кристи, казалось, оформил хет-трик, но судья Стив Данн отменил гол, посчитав, что Кристи выбил мяч из рук Бартеза. Он также был известен тем, что провоцировал игроков соперника, когда те получили право на пенальти. Впервые это случилось в ноябре 2001 года, когда «Лестер Сити» приехал на Олд Траффорд. Пока Маззи Иззет готовился к пробитию пенальти, Бартез стоял в стороне от ворот, заложив руки за спину на стойке. Иззет, устав ждать, отправил мяч в нижний угол, но судья Энди Д’Урсо заставил его перебить пенальти, на этот раз с Бартезом в воротах. Иззет пробил также в нижний угол, но француз парировал удар. Почти идентичный инцидент произошёл менее чем через год в октябре 2002 года, когда Бартез был недоволен назначением пенальти «Фулхэму», и поэтому переходил от поста к посту, стуча ботинками, и отказался быть в воротах во время исполнения пенальти. На этот раз он был наказан за свои выходки судьёй Майком Дином, и поэтому занял своё место в рамке и снова отразил удар в исполнении Стида Мальбранка.
Сезон 2002/03 выдался неудачным для Бартеза. В играх он пропускал много голов и получал шквал критики в свой адрес. Форма француза была крайне неудовлетворительной для уровня «Манчестер Юнайтед». Бартез также подвергся широкой критике в игре Лиги чемпионов против «Реал Мадрида», особенно за гол Роналдо, который обыграл его на ближней штанге. Это была его последняя игра в составе «Манчестер Юнайтед», поскольку терпение Алекса Фергюсона в конечном счёте иссякло. Бартез был отстранён от участия в трёх последних играх сезона, и его место занял североирландец Рой Кэрролл. Провал в Лиге чемпионов вынудил Бартеза покинуть клуб и уступить своё место американцу Тиму Ховарду.

### Возвращение в «Марсель»
1 января 2004 года Бартез подписал второй контракт с «Марселем». 27 апреля 2004 года Бартез подписал контракт на два с половиной года. 12 февраля 2005 года в товарищеском матче против марокканского клуба «Видад» игрока «Марселя» удалили на 80-й минуте, чем был возмущён Бартез. Француз стал спорить с судьёй, что привело к скандалу. 21 апреля Бартез был вызван на слушание в дисциплинарный комитет Федерации футбола Франции, и на следующий день он получил шестимесячную дисквалификацию, причём последние три месяца были приостановлены. В качестве необычного шага федеральный совет FFF обжаловал приостановление, утверждая, что наказание должно было быть как минимум на полгода. В конце концов его отстранение от игр было продлено на полгода из-за политического давления.

### Завершение карьеры
После чемпионата мира 2006 Бартез заявил об уходе из футбола, но 8 августа объявил о том, что готов продолжить свою карьеру игрока, объясняя это тем, что хочет помочь своей больной матери. Его идеальным сценарием было бы возвращение в «Тулузу». Но Бартез заявил, что если у него не будет клуба к 31 августа, он уйдёт из футбола. 5 октября было подтверждено, что он ушёл из футбола, не договорившись о возвращении в «Тулузу».
«Единственная команда, за которую я хотел играть, не проявила заинтересованность в моей персоне. Это случается, и вы должны жить с этим».
17 декабря Бартез объявил о своем возвращении в футбол, подписав контракт с «Нантом». 29 апреля 2007 года президент клуба Руди Руссильон объявил, что после ссоры с фанатом «Нанта» Бартез покинул клуб. На следующий день он подтвердил, что покинул команду. После безуспешных поисков команды Фабьен завершил карьеру.

## В сборной
26 мая 1994 года Бартез дебютировал в игре с Австралией. Был в заявке для участия в чемпионате Европы 1996 года, но уступил место Бернару Лама. В 1997 году Бартез стал чаще вызываться в сборную.
В 1998 году на чемпионате мира он стал основным вратарём сборной. В семи играх он пропустил всего два мяча и стал лучшим вратарём турнира. В том же году занял второе место в номинации МФФИИС «Лучший вратарь мира», уступив награду Хосе Луису Чилаверту. Болельщикам он запомнился забавной подготовкой к матчам: Лоран Блан перед игрой целовал лысину Бартеза, желая таким образом удачи вратарю. Бартез сыграл пять сухих матчей на протяжении всего турнира, причём единственные голы, которые он пропустил, были пенальти на групповом этапе против Дании и в полуфинале Хорватии. В четвертьфинале в серии пенальти против Италии он сохранил свои ворота в неприкосновенности, а также парировал удар Деметрио Альбертини. В финальном матче с Бразилией Бартез не пропустил ни одного мяча и умело выключил из игры Роналдо, благодаря чему и частично принёс победу Франции. После победы на чемпионате мира Бартез был одним из самых популярных национальных игроков во Франции после Зинедина Зидана.
Помимо титула чемпиона мира, Бартез выиграл в 2000 году и чемпионат Европы, принеся Франции уникальное достижение: подряд выиграны чемпионат мира и Европы (до этого была Германия в 1974 году).
Как чемпион мира, Франция была освобождена от отборочных игр и попадала на следующий мундиаль автоматически. Выступление Франции на чемпионате мира 2002 оказалось одним из худших в истории: команда не вышла из группы, не забила ни одного мяча и проиграла две встречи из трёх. Бартез сыграл единственный сухой матч на турнире во втором туре группового этапа против Уругвая.
На чемпионате Европы 2004 Бартез сыграл успешнее, отметившись отбитым пенальти в матче группового этапа с англичанами, однако в 1/4 финала французы уступили будущим чемпионам грекам 0:1.
После Евро-2004 Бартез покинул сборную (отчасти это случилось из-за скандальной игры за «Марсель»). На место Бартеза пришёл Грегори Купе, однако его игра была слабой и грозила Франции непопаданием на чемпионат мира 2006. В срочном порядке Федерация футбола Франции позволила Бартезу и другим ветеранам вернуться в команду, и «трёхцветные» всё же вышли в финальную часть. В группе Франция заняла второе место. На стадии 1/8 финала французы обыграли испанцев. Бартез в матче 1/4 финала против бразильцев вообще только один раз вступил в игру. В полуфинале Франция обыграла Португалию и вышла в финал чемпионата мира во второй раз в истории. Во время финального матча против Италии Бартез временно стал капитаном команды на оставшуюся часть второго тайма дополнительного времени после того, как был удалён Зидан. Во время серии пенальти ни он, ни его итальянский коллега Джанлуиджи Буффон не сделали ни одного сейва, и промах нападающего сборной Франции Давида Трезеге в конечном итоге оказался решающим. Этот матч оказался последним международным для Бартеза в составе сборной Франции, так как он завершил карьеру после турнира.

## После завершения карьеры
В 2008 году принял участие в Кубке Франции по кузовным гонкам, а в 2011 году начал выступать в чемпионате Гран-Туризмо в категории GT3. В том же году выиграл приз Gentelmen Trophy. В 2013 выиграл чемпионат Франции по автогонкам.
В 2017 году выступал в гонке 24 часа Ле-Мана вместе с Тимоте Бюрэ и Натаниэлем Бертоном: он занимал 10-е место в общем зачёте, когда у машины возникли проблемы со сцеплением, и вынужден был сойти с дистанции.
В ноябре 2020 года вернулся в родную «Тулузу» в качестве тренера-консультанта по вратарям.

## Стиль игры
На пике формы Бартез считался одним из лучших вратарей в мире, и считается одним из лучших французских вратарей в истории. Стал четвёртым французским вратарём XX века по версии МФФИИС после Бернара Ламы, Пьера Чайригеса и Жюльена Дарюи. Несмотря на невысокий рост 180 см (по некоторым данным 178 см) и небольшой размах рук, француз был чрезвычайно быстрым, обладал великолепной реакцией, высоким прыжком, а также преуспевал в выборе позиции. Его умение принимать храброе и правильное решение в самых непредсказуемых и опасных ситуациях игры вызывало уважение у всего мира. Бартез был одним из лучших голкиперов, которые великолепно играли на выходе: он с сантиметровой точностью выбирал момент прыжка под ноги, а также через него почти невозможно было перекинуть мяч, потому как реакция француза была молниеносной. Фабьен Бартез великолепно играл ногами и любил выступать в роли полевого футболиста. Алекс Фергюсон часто упоминал, что у Бартеза отличная техника и он качественно работает с мячом. Летом 2001 года во время футбольного турне «Манчестера Юнайтед» по Азии Фабьен вышел на поле как атакующий игрок заменив Руда ван Нистелроя. На протяжении всей карьеры эксперты часто критиковали Бартеза за упрямство, агрессивный и эксцентричный стиль игры и ненужный риск, а также считали непоследовательным, ненадёжным, склонным к ошибкам и неумению концентрироваться.

## Личная жизнь
У Бартеза всегда была активная личная жизнь. Он встречался с канадской моделью Линдой Евангелиста. Линда забеременела, но на шестом месяце беременности у неё случился выкидыш. Пара рассталась в 2000 году. Известный эксцентричностью и суеверием, Бартез часто носил под вратарскими шортами красные трусы и обрезал рукава вратарской майки. Хотя большинству начинающих вратарей обычно присваивается номер 1, Бартез предпочел носить футболку с  номером 16.

## Статистика

### В клубе
| Клуб                     | Сезон            | Чемпионат        | Чемпионат | Чемпионат | Кубок | Кубок | Кубок лиги | Кубок лиги | Еврокубки | Еврокубки | Другое | Другое | Всего | Всего |
| Клуб                     | Сезон            | Лига             | Игры      | Голы      | Игры  | Голы  | Игры       | Голы       | Игры      | Голы      | Игры   | Голы   | Игры  | Голы  |
| ------------------------ | ---------------- | ---------------- | --------- | --------- | ----- | ----- | ---------- | ---------- | --------- | --------- | ------ | ------ | ----- | ----- |
| Тулуза                   | 1990/91          | Лига 1           | 0         | 0         | 0     | 0     | -          | -          | -         | -         | 0      | 0      | 0     | 0     |
| Тулуза                   | 1991/92          | Лига 1           | 26        | 0         | 0     | 0     | -          | -          | -         | -         | 0      | 0      | 26    | 0     |
| Тулуза                   | Всего            | Всего            | 26        | 0         | 0     | 0     | -          | -          | -         | -         | 0      | 0      | 26    | 0     |
| Олимпик Марсель          | 1992/93          | Лига 1           | 30        | 0         | 0     | 0     | -          | -          | 10        | 0         | 0      | 0      | 40    | 0     |
| Олимпик Марсель          | 1993/94          | Лига 1           | 37        | 0         | 1     | 0     | -          | -          | 4         | 0         | 0      | 0      | 42    | 0     |
| Олимпик Марсель          | 1994/95          | Лига 2           | 39        | 0         | 0     | 0     |            |            | -         | -         | 0      | 0      | 39    | 0     |
| Олимпик Марсель          | Всего            | Всего            | 106       | 0         | 1     | 0     |            |            | 14        | 0         | 0      | 0      | 121   | 0     |
| Монако                   | 1995/96          | Лига 1           | 21        | 0         | 0     | 0     | 1          | 0          | 1         | 0         | 0      | 0      | 23    | 0     |
| Монако                   | 1996/97          | Лига 1           | 36        | 0         | 3     | 0     | 3          | 0          | 10        | 0         | 0      | 0      | 52    | 0     |
| Монако                   | 1997/98          | Лига 1           | 30        | 0         | 3     | 0     |            |            | 10        | 0         | 1      | 0      | 44    | 0     |
| Монако                   | 1998/99          | Лига 1           | 32        | 0         | 4     | 0     | 2          | 0          | -         | -         | 0      | 0      | 38    | 0     |
| Монако                   | 1999/2000        | Лига 1           | 24        | 0         | 5     | 0     | 2          | 0          | 5         | 0         | 0      | 0      | 36    | 0     |
| Монако                   | Всего            | Всего            | 143       | 0         | 15    | 0     | 8          | 0          | 26        | 0         | 1      | 0      | 193   | 0     |
| Манчестер Юнайтед        | 2000/01          | Премьер-лига     | 30        | 0         | 1     | 0     | 0          | 0          | 12        | 0         | 1      | 0      | 44    | 0     |
| Манчестер Юнайтед        | 2001/02          | Премьер-лига     | 32        | 0         | 1     | 0     | 0          | 0          | 15        | 0         | 1      | 0      | 49    | 0     |
| Манчестер Юнайтед        | 2002/03          | Премьер-лига     | 30        | 0         | 2     | 0     | 4          | 0          | 10        | 0         | 0      | 0      | 46    | 0     |
| Манчестер Юнайтед        | 2003/04          | Премьер-лига     | 0         | 0         | 0     | 0     | 0          | 0          | 0         | 0         | 0      | 0      | 0     | 0     |
| Манчестер Юнайтед        | Всего            | Всего            | 92        | 0         | 4     | 0     | 4          | 0          | 37        | 0         | 2      | 0      | 139   | 0     |
| Олимпик Марсель (аренда) | 2003/04          | Лига 1           | 20        | 0         | 2     | 0     |            |            | 9         | 0         | 0      | 0      | 31    | 0     |
| Олимпик Марсель          | 2004/05          | Лига 1           | 30        | 0         | 1     | 0     | 4          | 0          | -         | -         | 0      | 0      | 35    | 0     |
| Олимпик Марсель          | 2005/06          | Лига 1           | 24        | 0         | 4     | 0     | 1          | 0          | 7         | 0         | 0      | 0      | 36    | 0     |
| Олимпик Марсель          | Всего            | Всего            | 74        | 0         | 7     | 0     | 5          | 0          | 16        | 0         | 0      | 0      | 102   | 0     |
| Нант                     | 2006/07          | Лига 1           | 16        | 0         | 0     | 0     | -          | -          | -         | -         | 0      | 0      | 16    | 0     |
| Всего за карьеру         | Всего за карьеру | Всего за карьеру | 457       | 0         | 27    | 0     | 17         | 0          | 93        | 0         | 3      | 0      | 597   | 0     |

### В сборной
| Франция | Франция | Франция |
| Год     | Игры    | Голы    |
| ------- | ------- | ------- |
| 1994    | 1       | 0       |
| 1995    | 1       | 0       |
| 1996    | 2       | 0       |
| 1997    | 5       | 0       |
| 1998    | 12      | 0       |
| 1999    | 8       | 0       |
| 2000    | 10      | 0       |
| 2001    | 5       | 0       |
| 2002    | 9       | 0       |
| 2003    | 9       | 0       |
| 2004    | 10      | 0       |
| 2005    | 3       | 0       |
| 2006    | 11      | 0       |
| Всего   | 87      | 0       |

## Достижения

### Командные
«Олимпик Марсель»
- Победитель Лиги чемпионов УЕФА: 1992/93
- Победитель Второго дивизиона Франции: 1994/95
- Финалист Кубка УЕФА: 2003/04
- Победитель Кубка Интертото: 2005
- Финалист Кубка Франции: 2006

«Монако»
- Чемпион Франции: 1996/97, 1999/00
- Обладатель Суперкубка Франции: 1997

«Манчестер Юнайтед»
- Чемпион Англии: 2000/01, 2002/03[79]

Франция
- Чемпион мира: 1998
- Серебряный призёр чемпионата мира: 2006
- Чемпион Европы: 2000
- Обладатель Кубка конфедераций: 2003

### Личные
- Обладатель приза Льва Яшина, лучшему вратарю чемпионата мира: 1998[80]
- Член символической сборной чемпионата мира: 1998[81]
- Вратарь года в Лиге 1: 1998[82]
- Лучший вратарь мира по версии МФФИИС: 2000[83]
- Входит в состав символической сборной чемпионата Европы: 2000[84]
- Включён в команду года по версии ПФА: 2000/01[85]
- Кавалер ордена Почётного легиона: 1998[86]
- Команда мечты в честь 110-летия клуба «Олимпик Марсель»: 2010[87]
- Рекордсмен сборной Франции по количеству матчей на чемпионатах мира: 17[3]
- Рекордсмен чемпионатов мира по сухим матчам: 10 (наряду с Питером Шилтоном)[3].